# Al Naser Wings Airlines
Al-Naser Airlines — колишня іракська чартерна авіакомпанія зі штаб-квартирою в місті Багдад, що працювала на трьох фіксованих маршрутах в Іраку та Кувейті. Припинила операції 16 квітня 2019.
Портом приписки авіакомпанії і її головним транзитним вузлом (хабом) є Багдадський міжнародний аеропорт.

## Маршрутна мережа

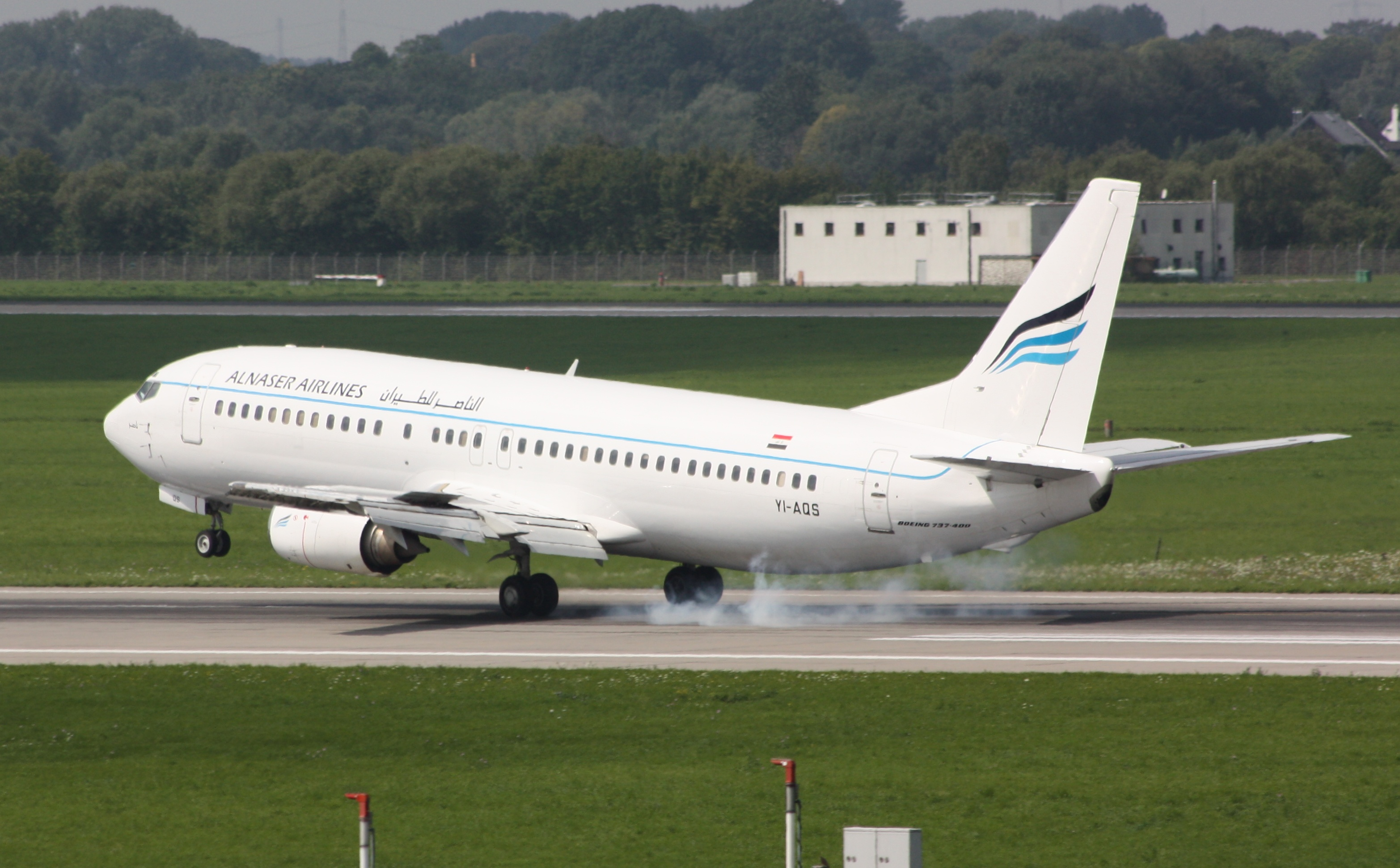
YI-AQS

У квітні 2010 року авіакомпанія Al-Naser Airlines виконувала чартерні перевезення по наступним аеропортів регіону:
- Ірак
  - Багдад — Багдадський міжнародний аеропорт хаб
  - Ан-Наджаф — Міжнародний аеропорт Ан-Наджаф

- Кувейт
  - Ель-Фарванія — Міжнародний аеропорт Кувейту

## Флот
Станом на 13 квітня 2010 року повітряний парк авіакомпанії Al-Naser Airlines складали наступні літаки:
- 2 Boeing 737-200
- 1 Boeing 767-200 (в управлінні Royal Falcon)

### Детальна інформація
| Реєстраційний номер                                   | Тип літака     | Марка двигунів | Перший рейс          | Поставлений         | Виведений                       | Конфігурація | Примітки |
| YI-APY [Архівовано 30 серпня 2017 у Wayback Machine.] | Boeing 737-201 | PW JT8D        | 8 липня 1980 року    | серпень 2009 року   | з а/к Teebah Airlines           |              |          |
| YI-APZ [Архівовано 30 серпня 2017 у Wayback Machine.] | Boeing 737-201 | PW JT8D        | 28 січня 1981 року   | 27 серпня 2009 року | з а/к Royal Falcon              |              |          |
| JY-JRF [Архівовано 30 серпня 2017 у Wayback Machine.] | Boeing 767-233 | PW JT9D-7R4D   | 15 березня 1984 року | 2010 рік            | в управлінні в а/к Royal Falcon |              |          |